# Kopacze (rejon mostowski)
Kopacze (biał. Капачы; ros. Копачи) – wieś na Białorusi, w obwodzie grodzieńskim, w rejonie mostowskim, w sielsowiecie Piaski, przy drodze republikańskiej P51. Obecnie wieś obejmuje także dawny folwark Lisowszczyzna.
W dwudziestoleciu międzywojennym Kopacze i Lisowszczyzna leżały w Polsce, w województwie białostockim, w powiecie wołkowyskim, w gminie Piaski.